# Notre Dame of Maryland University
La Notre Dame of Maryland University è un'università privata di indirizzo cattolico con sede a Baltimora, nello stato americano del Maryland.
Le origini dell'università si ricollegano con quelle del Notre Dame of Maryland Preparatory School and Collegiate Institute, aperto nel 1873 dalle Suore scolastiche di Nostra Signora.
Nel 1895 l'istituto iniziò a erogare corsi accademici e fu elevato al rango di college e nel 2011, con l'approvazione dell'assemblea generale dello stato del Maryland, raggiunse lo status di università.